# Gamera kontra Barugon
Gamera kontra Barugon (jap. 大怪獣決闘 ガメラ対バルゴン Daikaijū kettō: Gamera tai Barugon) – japoński film typu kaijū z 1966 roku w reżyserii Shigeo Tanaki. Drugi film z serii o Gamerze.

## Obsada
- Kojirō Hongō – Keisuke Hirata
- Kyōko Enami – Karen
- Yūzō Hayakawa – Kawajiri
- Takuya Fujioka – dr Sato
- Kōji Fujiyama – Onodera
- Akira Natsuki – Ichirō Hirata
- Yoshirō Kitahara – Professor Amano
- Ichirō Sugai – Dr. Matsushita
- Bontarō Miake – dowódca Sił Samoobrony
- Jutarō Hōjō – adiutant Sił Samoobrony
- Kazuko Wakamatsu – Sadae Hirata
- Yuka Konno – kochanka Onodery
- Eiichi Takamura – gubernator Osaki
- Kenichi Tani – Lee
- Kōichi Itō – generalny superintendent policji metropolitalnej
- Hikaru Hoshi – kapitan Awaji Maru
- Teruo Aragaki – Gamera